# معرشحور
معرشحور (به عربی: معرشحور) یک روستا در سوریه است که در حماه واقع شده‌است. معرشحور ۵٬۵۹۵ نفر جمعیت دارد.